# MEarth計劃
 MEarth計畫（The MEarth Project）是美國NSF基金會使用機器人以凌日法搜尋環繞紅矮星行星的計畫。MEarth擁有8架 機器人操作的 40 cm（16英寸） f/9 里奇-克萊琴望遠鏡 RC光學系統。這些望遠鏡安裝在美國亞利桑那州的弗雷德·勞倫斯·惠普爾天文台，各自配置了一對 2048 × 2048的Apogee U42 CCDs。

## 發現的行星
- GJ 1214 b

## 外部連結
- MEarth Project Page